# Universelle Weiße Bruderschaft
Die Universelle Weiße Bruderschaft (bulgarisch Всемирно бяло братство, französisch Fraternité Blanche Universelle, FBU) ist eine synkretistische neue religiöse Bewegung. Die Universelle Weiße Bruderschaft (UWB) übermittelt die Lehre ihres bulgarischen Gründers Petar Danow. In Frankreich hat sie durch das Wirken von Omraam Mikhaël Aïvanhov die meisten Mitglieder.
Die Universelle Weiße Bruderschaft ist nicht zu verwechseln mit der „Weißen Bruderschaft“ von Maria Devi Khristos in der Ukraine.

## Verbreitung
Im Jahr 2008 hatte die Universelle Weiße Bruderschaft weltweit rund 500.000 Mitglieder und war in mindestens 25 Ländern verbreitet. Der internationale Hauptsitz befindet sich in Sèvres bei Paris. Ein internationales Kongresszentrum befindet sich in Fréjus an der französischen Côte d’Azur. Das Schweizer Zentrum befindet sich in Monts-de-Corsier in der Nähe des Genfersees.

## Geschichte
Die Universelle Weiße Bruderschaft wurde – zunächst unter dem Namen „Die Kette“ – am 6. April 1900 im bulgarischen Warna von Petar Danow gegründet. 1937 ging einer seiner Schüler, Omraam Mikhaël Aïvanhov, im Auftrag Danows nach Frankreich, und verbreitete dort bis zu seinem Tod im Jahr 1986 die Lehre der Bruderschaft. Einen Nachfolger für Danow gab es nach seinem Tod 1944 nicht. Die einzelnen Gruppen und Zentren haben gewählte Leiter mit rein organisatorischer Funktion. Die Lehre selbst wird weiterhin über die Bücher, Audio- und Videovorträge vermittelt.

## Lehre
Nach Angaben der Bruderschaft beziehe sich die Lehre auf die jüdisch-christlichen Tradition und habe die Bibel als Grundlage. Die Lehre lässt Ähnlichkeiten mit jener der Rosenkreuzer und der Anthroposophen erkennen. Einen hohen Stellenwert hat die Sonne. Sie ist laut Aïvanhov ein Ideal der Vollkommenheit, ein Repräsentant Christi und ein Symbol der Universellen Religion. Die Sonne vermittelt eine Vorstellung von Gottes Licht, Liebe, lebenspendender Kraft und Macht. Durch die Sonne (bzw. durch die „Arbeit“ mit der Sonne und dem Licht) könne man sich am besten der göttlichen Welt annähern. Zur Lehre gehört auch die Idee von Reinkarnation und Karma in der westlichen, theosophischen Ausprägung.
Die Universelle Weiße Bruderschaft sieht sich in einer Tradition der sogenannten Weißen Loge von großen geistigen Meistern, zu denen sie beispielsweise Krishna, Buddha, Zarathustra, Orpheus, Pythagoras, Thot, Hermes Trismegistos, Moses und Jesus Christus zählt, eine Mischung von hochrangigen Weisen und Meistern, die nach Ansicht der Bruderschaft eine "Elite" der Menschheit darstellten. Diese Weiße Loge habe im Westen seit bald 2000 Jahren im Verborgenen gelebt. In Bulgarien habe sie Petar Danow, der Gründer der Bruderschaft, vertreten. Auch Aïvanhov sei ein großer Meister in dieser Weißen Loge.

## Praxis

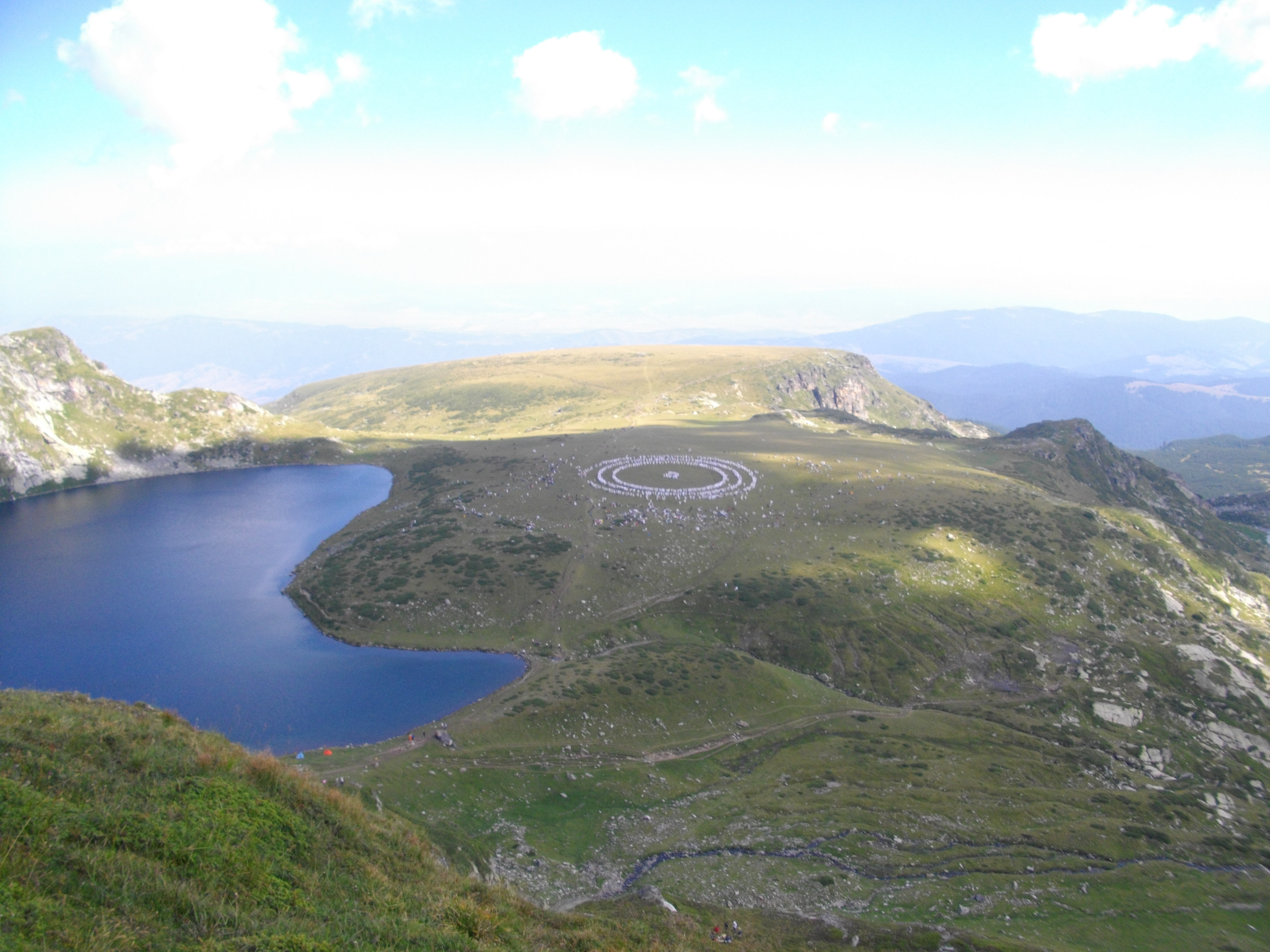
Mystischer Paneurhythmie-Tanz von Mitgliedern der Universellen Weißen Bruderschaft an den Sieben Rila-Seen in Bulgarien

Praktiziert wird der Surya-Yoga (Yoga der Sonne), mit Meditationen bei Sonnenaufgang. Zu den religiösen Praktiken gehören auch Chorgesang, Konzerte und das Anhören der Vorträge von Aïvanhov. Zudem praktiziert die Gemeinschaft die Paneurhythmie. Das „Yoga der Ernährung“ empfiehlt eine vegetarische Ernährung, weil das Fleisch dem seelischen Gleichgewicht und der spirituellen Entwicklung schade. Einmal monatlich 24 Stunden Fasten wird empfohlen. In den Zentren der Gemeinschaft und bei Treffen werden die Mahlzeiten schweigend eingenommen.
Die Bruderschaft fördert das gemeinsame Leben der Mitglieder in einer großen Familie im Gegensatz zur Kleinfamilie, die zwar nicht abgelehnt wird, aber der Lehre nach nur für eine Inkarnation Dauer hat. Die Liebe von Ehepartnern sollte spirituell ausgerichtet werden, anstatt nur dem reinen Vergnügen zu dienen.
Die Lehre nach Petar Danow lehnt die evidenzbasierte Medizin nicht ab, legt aber Wert auf die Erkennung innerer Ursachen von Krankheiten. Eine den Gesetzen der Natur entsprechende gesunde Lebensweise, richtige Ernährung, Atmung, Nutzung des Wassers und der Sonnenstrahlen seien Hauptfaktoren für die Erhaltung des Gesundheitszustands. Die Anhänger der Bruderschaft sind Befürworter der Naturheilkunde.